# Square Paul-Paray

Le square Paul-Paray est un square du 17e arrondissement de Paris dans le quartier des Batignolles.

## Situation et accès
Le site est accessible par le 24, rue Christine-de-Pisan, le 164, rue de Saussure et un espace entre les 136 et 140 rue de Saussure.
Il est desservi par la ligne 13 du métro à la station Porte de Clichy.

## Origine du nom
Il porte le nom du chef d'orchestre et compositeur Paul Paray (1886-1979). 

## Historique
La voie est créée sous le nom provisoire de « voie AJ/17 » et prend sa dénomination actuelle par arrêté municipal du 18 novembre 1985.